# Pristimantis cryophilius
Pristimantis cryophilius é uma espécie de anfíbio da família Craugastoridae.
É endémica do Equador.
Os seus habitats naturais são: matagal tropical ou subtropical de alta altitude e campos de altitude subtropicais ou tropicais.
Está ameaçada por perda de habitat.